# بیگانه: زمین
بیگانه: زمین (به انگلیسی: Alien: Earth) یک مجموعه تلویزیونی ترسناک علمی تخیلی آمریکایی است که توسط نوآ هاولی ساخته شد. این نخستین مجموعهٔ تلویزیونی در فرنچایز بیگانه است و داستان آن دو سال پیش از وقایع فیلم بیگانه (۱۹۷۹) روایت می‌شود. سیدنی چندلر، الکس لاوتر، اسی دیویس، ساموئل بلنکین، بابو سیسی، آدارش گوراو و تیموتی اولفینت در این مجموعه به ایفای نقش پرداخته‌اند.
طبق گزارش‌ها، توسعهٔ این مجموعه از اوایل سال ۲۰۱۹ آغاز شد و ریدلی اسکات به‌عنوان تهیه‌کنندهٔ اجرایی برای اف‌اکس آن هولو به پروژه پیوست. پیش‌تولید تا آوریل ۲۰۲۳ آغاز شده بود و در ماه بعد، چندلر برای نقش اصلی انتخاب شد. روند انتخاب بازیگران دیگر از ژوئیه تا نوامبر همان سال ادامه داشت. پس از آن‌که فیلم‌برداری اصلی به دلیل دنیاگیری کووید-۱۹ به تعویق افتاد، تولید در ژوئیهٔ ۲۰۲۳ آغاز شد اما در اوت همان سال به‌دلیل اعتصابات ۲۰۲۳ سگ-افترا متوقف گردید. فیلم‌برداری در آوریل ۲۰۲۴ از سر گرفته شد و در ژوئیه همان سال به پایان رسید.
بیگانه: زمین در ۱۲ اوت ۲۰۲۵ از شبکه‌های اف‌اکس و اف‌اکس آن هولو و همچنین به‌صورت بین‌المللی از دیزنی پلاس پخش شد. منتقدان نظر مثبتی به این مجموعه دادند.

## زمینه داستانی
آغاز قسمت اول، فرضیه سریال را مبنی بر وجود سه سرنوشت جداگانه برای جاودانگی بشر مطرح می‌کند. این سه سرنوشت عبارتند از:
انسان‌های ارتقا یافته از نظر سایبرنتیکی: سایبورگ‌ها
موجودات دارای هوش مصنوعی: مصنوعی‌ها
و موجودات مصنوعی که با آگاهی انسانی دانلود شده‌اند: هیبریدها
هنگامی که سفینه فضایی ماژینو در زمین سقوط می‌کند، یک زن جوان به همراه گروهی آشوب‌گر از سربازان تاکتیکی با چیزی روبه‌رو می‌شوند که آن‌ها را در برابر بزرگ‌ترین تهدید سیاره قرار می‌دهد.

## بازیگران و شخصیت‌ها

### اصلی
- سیدنی چندلر در نقش وندی، اولین فرد هیبرید (شخصی که هوشیاری انسانی خود را به یک بدن مصنوعی منتقل کرده است) و خواهر جو، که قبلاً با نام مارسی شناخته می‌شد[۴]
  - فلورانس بنزبرگ در نقش مارسی، یک کودک ۱۱ ساله مبتلا به بیماری لاعلاج و شکل اولیه وندی به عنوان انسان
- الکس لاوتر در نقش سرباز جوزف دی. هرمیت، پزشک سرویس امنیتی شرکت پرادیجی[ث] و برادر وندی[۴][۵]
- اسی دیویس در نقش دیم سیلویا، کارمند شرکت پرادیجی و همسر آرتور[۶]
- ساموئل بلنکین در نقش بوی کاوالیر، مدیرعامل شرکت پرادیجی و جوان‌ترین تریلیونر جهان[۴]
- بابو سیسی در نقش مورو، یک سایبورگ و مأمور امنیتی سفینه جنگی یواس‌سی‌اس‌اس ماژینو (انسانی با برخی اعضای مصنوعی)[۷]
- آدارش گوراو در نقش اسلایتلی، یک هیبرید[۶]
  - ریشی کوپا در نقش آروش، یک نوجوان ۱۲ ساله مبتلا به بیماری لاعلاج اهل بمبئی و شکل انسانی اصلی اسلایتلی
- ارانا جیمز در نقش کرلی، یک هیبرید[۷][۵]
- لیلی نیومارک در نقش نیبز، یک هیبرید[۷][۵]
- جاناتان آجایی در نقش اسمی، یک هیبرید[۷][۵]
- دیوید ریسدال در نقش آرتور سیلویا، دانشمند و همسر دیم سیلویا[۴][۵]
- دیم کامیل در نقش سیبرین، سرباز سرویس امنیتی شرکت پرادیجی[۷]
- مو بار-ال در نقش رشیدی، سرباز سرویس امنیتی شرکت پرادیجی[۸]
- آدریان ادموندسون در نقش اتم اینز، کارمند ارشد شرکت پرادیجی[۷][۵]
- تیموتی اولیفانت در نقش کرش، دانشمند ارشد شرکت پرادیجی در زمینهٔ علوم مصنوعی، که به عنوان مربی و استاد وندی فعالیت می‌کند[۴]

### تکرارشونده
- ریشا مورجانی در نقش زاوری، یکی از خدمه سفینه یواس‌سی‌اس‌اس ماژینو[۹]
- ساندرا یی سنسیندیور در نقش یوتانی، مدیرعامل شرکت ویلند-یوتانی[۱۰]
- کیت یانگ در نقش توتل، یک هیبرید[۱۱]
- لوید اوریت در نقش هویت، سرباز نیروی امنیتی شرکت پرادیجی
- امیر بوتروس در نقش رحیم، پزشک متخصص در ناو جنگی یواس‌سی‌اس‌اس ماژینو[۹]
- کارن آلدریج در نقش چیبوزو، دانشمندی در ناو یواس‌سی‌اس‌اس ماژینو[۹]
- مایکل اسمایلی در نقش شموئل، مهندس ارشد سفینه یواس‌سی‌اس‌اس ماژینو[۹]
- جیمی بیسپینگ در نقش مالاکیت، مهندس جوان سفینه یواس‌سی‌اس‌اس ماژینو[۹]
- اندی یو در نقش تنگ، یکی از خدمه سفینه یواس‌سی‌اس‌اس ماژینو[۹]
- مکس راینهارت در نقش برونسکی، یکی از خدمه سفینه یواس‌سی‌اس‌اس ماژینو[۹]
- انزو چیلنتی در نقش پتروویچ، یکی از خدمه سفینه یواس‌سی‌اس‌اس ماژینو[۹]
- تام مویا[۹]
- ویکتوریا ماسوما در نقش سالیوان، یکی از خدمه سفینه یواس‌سی‌اس‌اس ماژینو[۹]
- تاناپول چوکسریدا در نقش دینزدیل، کاپیتان سفینه جنگی ماژینو[۹]

## قسمت‌ها
| شم. | عنوان            | کارگردان         | نویسنده                    | تاریخ انتشار اصلی | U.S. تعداد بیننده (میلیون) |
| --- | ---------------- | ---------------- | -------------------------- | ----------------- | -------------------------- |
| ۱ | «نورلند»         | نوآ هاولی        | نوآ هاولی                  | ۱۲ اوت ۲۰۲۵       | ۰٫۵۸۹                      |
| در سال ۲۱۲۰، پنج شرکت کنترل زمین و منظومه شمسی مستعمره‌شده را در دست دارند، از جمله شرکت تازه‌تأسیس پرادیجی. سفینه تحقیقاتی فضای دوردست یواس‌سی‌اس‌اس ماژینو، متعلق به شرکت ویلند-یوتانی، پس از سفری ۶۵ ساله برای جمع‌آوری نمونه‌های فرازمینی، از جمله فیس‌هاگرها، به زمین نزدیک می‌شود. در جزیره تحقیقاتی نِوِرلند متعلق به پرادیجی، کودکی مبتلا به بیماری لاعلاج به نام مارسی هرمیت، به‌عنوان اولین هایبرید، هوشیاری‌اش به بدن یک بزرگسال مصنوعی منتقل می‌شود و نام خود را به وندی تغییر می‌دهد. وندی با کمک مربی مصنوعی‌اش، کیرش، به بدن جدیدش عادت می‌کند و بر چند کودک دیگر که این فرایند را پشت سر می‌گذارند نظارت دارد. نقصی در سیستم ناوبری ماژینو باعث می‌شود که این کشتی در مسیر برخورد با زمین قرار گیرد. برخی از نمونه‌ها آزاد می‌شوند و یک زنومورف بالغ اکثر خدمه را می‌کشد. کشتی در نهایت به برجی در شهر پرادیجی، نیو سیام، برخورد می‌کند، جایی که جو هرمیت، برادر انسانی وندی، به‌عنوان پزشک و سرباز شرکتی کار می‌کند. مدیرعامل، بوی کاوالیر، ادعا می‌کند که محموله ماژینو اکنون متعلق به پرادیجی است و کیرش، وندی و دیگر هایبریدها را برای کمک به عملیات جست‌وجو و نجات اعزام می‌کند تا توانایی‌های ارتقایافته آن‌ها آزمایش شود. افسر امنیتی مورو، که از سقوط در یک اتاق امن تقویت‌شده جان سالم به در برده، برای محافظت از محموله اقدام می‌کند و دو سرباز پرادیجی را بازداشت می‌کند، اما آن‌ها توسط یک نمونه زالومانند کشته می‌شوند. وندی به کیرش می‌گوید که می‌خواهد برادرش را از مرگ نجات دهد. |                  |                  |                            |                   |                            |
| ۲ | «آقای اکتبر»     | دانا گونزالس     | نوآ هاولی                  | ۱۲ اوت ۲۰۲۵       | ۰٫۳۸۰                      |
| بوی به همکارش، دِیم سیلویا، می‌گوید که پروژهٔ هایبرید را برای رقابت با هوش مصنوعی ایجاد کرده و به وندی توانایی‌های بیشتری بخشیده، چون می‌خواهد انسانی باهوش‌تر از خودش بسازد. او درخواست شرکت ویلند-یوتانی برای محافظت از محتوای محرمانهٔ ماژینو را رد می‌کند و هشدار می‌دهد که هرگونه تعرض به قلمرو او یک اقدام خصمانه محسوب خواهد شد. جو توسط یک زنومورف تعقیب شده و از همکارانش جدا می‌شود. موجود او را تا طبقات بالای برج دنبال می‌کند و در این مسیر یک سرباز دیگر را می‌کشد و ساکنان ثروتمند آپارتمانی را که از تخلیه خودداری کرده بودند قتل‌عام می‌کند. جو توسط مورو نجات می‌یابد؛ مورو با تپانچه برقی او و زنومورف را بیهوش می‌کند، اما موجود دوباره به هوش آمده و پس از کشتن چندین سرباز دیگر، می‌گریزد و مورو را زنده باقی می‌گذارد. در شهر پرادیجی، هایبریدها یعنی توتلز، اسمی، نیبز و کرلی با دو نمونهٔ خطرناک بیگانهٔ دیگر روبه‌رو می‌شوند. وندی به همراه یکی از هایبریدها به نام اسلایتلی برادرش را پیدا می‌کند، اما جو دیگر او را نمی‌شناسد. اسلایتلی هویت واقعی وندی را برای جو فاش می‌کند، کسی که باور داشت وندی/مارسی مرده است. این سه نفر با چند تخم زنومورف روبه‌رو می‌شوند و کیرش به آن‌ها دستور می‌دهد که تا رسیدن تیم ویژهٔ HazMat آن‌ها را مهار کنند. در همین حین، جو توسط زنومورف ربوده می‌شود و وندی به دنبال او می‌رود. |                  |                  |                            |                   |                            |
| ۳ | «دگردیسی»        | دانا گونزالس     | نوآ هاولی و باب دلارنتیس   | ۱۹ اوت ۲۰۲۵       | اعلان‌نشده                  |
| در ماژینو، نیبز از کرلی می‌پرسد چرا همهٔ هایبریدها نام‌هایی از شخصیت‌های پیتر و وندی دارند و چرا برای مارسی نام وندی انتخاب شده است. بوی کاوالیر به کیرش دستور می‌دهد موجودات را جمع‌آوری کند و برای مطالعه به جزیره بازگرداند. مورو، اسمی و اسلایتلی را می‌بیند که از تخم‌های زنومورف نگهبانی می‌کنند و با شک به رفتار کودکانهٔ آن‌ها، ازشان بازجویی می‌کند. وقتی یکی از تخم‌ها شروع به باز شدن می‌کند، مورو به‌محض رسیدن کیرش فرار می‌کند. در همین حال، وندی، هرمیت را می‌یابد که توسط یک زنومورف اسیر شده است. وندی با بریدن سر زنومورف آن را می‌کشد، اما در این درگیری، هم او و هم هرمیت به‌شدت زخمی می‌شوند. همه به جزیره بازمی‌گردند، جایی که هرمیت تحت عمل جراحی قرار می‌گیرد و دیم و آرتور سیلویا از وندی بیهوش مراقبت می‌کنند. بعداً، اتم آینز از اسمی و اسلایتلی دربارهٔ مواجهه‌شان با مورو سؤال می‌کند، درحالی‌که بوی کاوالیر مخفیانه آن‌ها را زیر نظر دارد. جایی در نیو سیام، مورو با یوتانی تماس می‌گیرد. یوتانی به او دستور می‌دهد به خانه بازگردد، اما مورو امتناع می‌کند و اصرار دارد که خودش موجودات را بازیابی کند. در جزیره، کرلی از بوی کاوالیر می‌خواهد توضیح دهد چرا وندی محبوب‌ترین هایبرید اوست و کرلی تأکید می‌کند که وندی بهترین است. مورو از طریق راهی ناشناخته با اسلایتلی تماس می‌گیرد و او را می‌ترساند، اما موفق می‌شود او را متقاعد کند که دوستش باشد. درحالی‌که کیرش، توتلز و کرلی یک فیس‌هاگر را تشریح می‌کنند و لارو آن را به ریهٔ جو، که طی جراحی برداشته شده، وارد می‌کنند، وندی با شنیدن صداهای بلند و آزاردهنده‌ای که باعث دردش می‌شوند، بیدار می‌شود. وندی برای یافتن منبع صدا به راه می‌افتد و در نهایت به اتاقی می‌رسد که تخم‌های زنومورف در آن نگهداری می‌شوند، پیش از آنکه روی زمین از حال برود. |                  |                  |                            |                   |                            |
| ۴ | «مشاهده»         | اوگلا هاوکسدوتیر | نوآ هاولی و بابک اسفرجانی  | ۲۶ اوت ۲۰۲۵       | اعلان‌نشده                  |
| ۵ | «در فضا، هیچ‌کس…» | نوآ هاولی        | نوآ هاولی                  | ۲ سپتامبر ۲۰۲۵    | اعلان‌نشده                  |
| ۶ | «پرواز»          | اوگلا هاوکسدوتیر | نوآ هاولی و لیزا لانگ      | ۹ سپتامبر ۲۰۲۵    | اعلان‌نشده                  |
| ۷ | اعلان‌نشده        | اعلان‌نشده        | نوآ هاولی و ماریا ملنیک    | ۱۶ سپتامبر ۲۰۲۵   | اعلان‌نشده                  |
| ۸ | اعلان‌نشده        | اعلان‌نشده        | نوآ هاولی و میگیزی پنسونئو | ۲۳ سپتامبر ۲۰۲۵   | اعلان‌نشده                  |

## تولید

### توسعه
در فوریه ۲۰۱۹، بلادی دیسگاستینگ گزارش داد که دو مجموعه تلویزیونی از بیگانه در حال ساخت هستند، یکی انیمیشن بیگانه: انزوا، و دیگری یک سریال لایو اکشن، از ریدلی اسکات برای شبکه اف‌ایکس روی هولو. در دسامبر ۲۰۲۰، به عنوان بخشی از ارائه روز سرمایه‌گذار دیزنی، پروژه سریال تلویزیونی اخیر رسماً اعلام شد که در حال توسعه برای این شبکه است، و در آن نوآ هاولی به عنوان مجری برنامه و اسکات به عنوان تهیه‌کننده اجرایی عمل می‌کنند و داستان آن در آینده نزدیک روی زمین می‌گذرد.
در ۱۷ فوریه ۲۰۲۲، هالیوود ریپورتر اعلام کرد که این سریال پیش‌درآمدی است که قبل از رویدادهای بیگانه (۱۹۷۹) اتفاق می‌افتد. خود هاولی تأیید کرد که این مجموعه بیشتر به سبک و اسطوره‌شناسی فیلم اصلی ۱۹۷۹ گره خواهد خورد، نسبت به فیلم‌های پیش‌درآمد پرومتئوس (۲۰۱۲) و بیگانه: کاوننت (۲۰۱۷). در آوریل ۲۰۲۳، لندگراف اظهار داشت که این سریال در مرحله پیش تولید فعال است. به گفته جینا بالیان، رئیس شبکه اف‌اکس، مقیاس تولید بیگانه: زمین بسیار بزرگتر از سریال شوگون محصول ۲۰۲۴ از اف‌اکس بود که بودجه آن ۲۵۰ میلیون دلار گزارش شده است.

### انتخاب بازیگر
در می ۲۰۲۳، سیدنی چندلر برای نقش اصلی انتخاب شد، پس از آن الکس لاوتر، ساموئل بلنکین، اسی دیویس و آدارش گوراو در ژوئیه همبازی شدند. تیموتی اولفینت و دیوید ریسدال از جمله کسانی هستند که در نوامبر ۲۰۲۳ به جمع بازیگران اضافه شدند.

### فیلمبرداری
قرار بود تصویربرداری اصلی در مارس ۲۰۲۲ آغاز شود، اما به دلیل دنیاگیری کووید-۱۹ به تعویق افتاد. تولید این سریال در ۱۹ ژوئیه ۲۰۲۳ در تایلند آغاز شد. فیلمبرداری (بدون بازیگر آمریکایی سیدنی چندلر) در اعتصابات ۲۰۲۳ سگ-افترا به دلیل کار بازیگران بریتانیایی سریال تحت قرارداد سهام مجاز بود. در اواخر اوت، تولید به دلیل اعتصاب متوقف شد و بیشتر قسمت اول تکمیل شد. هاولی قصد داشت سریال را از ژانویه تا ژوئیه ۲۰۲۴ فیلمبرداری کند. فیلمبرداری در آوریل ۲۰۲۴ از سر گرفته شد، و در اواسط ژوئیه به پایان رسید. دانا گونزالس، بلا گونزالس و کالین واتکینسون به عنوان فیلمبردار فعالیت می‌کنند.

### موسیقی
موسیقی متن این سریال توسط جف روسو ساخته شده است. موسیقی متن در ۱۲ اوت ۲۰۲۵ توسط هالیوود رکوردز منتشر شد.

## انتشار
پخش این مجموعه در ۱۲ اوت ۲۰۲۵ با نمایش دو قسمت اول از شبکه اف‌اکس و اف‌اکس آن هولو آغاز شد. قسمت‌های بعدی از فصل هشت قسمتی این مجموعه به‌صورت هفتگی منتشر خواهند شد.

## بازخورد

### بینندگان
شرکت والت دیزنی اعلام کرد که اولین قسمت بیگانه: زمین در شش روز اول پخش، ۹٫۲ میلیون بازدید در سراسر جهان داشته است. این رقم با تقسیم کل ساعات تماشا شده بر زمان پخش قسمت، که منعکس کننده تعداد بینندگان در اف‌اکس، هولو و دیزنی پلاس است، محاسبه شده است. شرکت تحلیلی سامبا، که داده‌های بینندگان را از تلویزیون‌های هوشمند و ارائه دهندگان محتوا جمع‌آوری می‌کند، گزارش داد که بیگانه: زمین در طول دوره پخش زنده بیش از پنج روز، توسط ۱٫۸ میلیون خانوار آمریکایی تماشا شده است. خانوارهای نسل بومر (۶۵ تا ۷۴ ساله) در مقایسه با سایر گروه‌های جمعیتی، ۸ درصد بیشتر از دیگران در بین بینندگان مشاهده شدند.

### منتقدان
در وب‌سایت جمع‌آوری نقد راتن تومیتوز، ۹۳٪ از ۶۸ نقد منتقدان مثبت است و اجماع منتقدان چنین است: «نوآ هاولی در بیگانه: زمین با سبکی جسورانه و ترسناک، اسطوره زنومورف را به رسانه تلویزیون منتقل کرده و در حالی که عظمت سینمایی آن را حفظ کرده، هویتی منحصربه‌فرد برای خود ایجاد کرده است.» متاکریتیک، که از میانگین وزنی استفاده می‌کند، بر اساس ۳۱ نقد، امتیاز ۸۴ از ۱۰۰ را به سریال اختصاص داده که نشان‌دهنده «تحسین همگانی» است.
جیمز دایر از مجله امپایر به سریال پنج ستاره از پنج ستاره داد و کاوش آن در «ماهیت آگاهی، مرگ‌ومیر و انسانیت» را ستود و نتیجه‌گیری کرد که «سریال هاولی یک پیش‌درآمد نادر است که منبع اصلی خود را غنی‌تر می‌کند و به فرنچایزی که زمانی خسته‌کننده شده بود، جانی تازه می‌بخشد.» برایان تالریکو در راجرایبرت‌دات‌کام نوشت: «کار تونی گیلروی در اندور مقایسه‌ای منطقی به نظر می‌رسد و این سریال نیز در همان سطح کیفی قرار دارد… [هاولی] فصل اول هشت‌قسمتی را ارائه می‌دهد که به نحوی عمق فلسفی مورد تحسین طرفداران پرومتئوس را با اکشن شدید و تصاویر وحشتناک فیلم بیگانه‌ها جیمز کامرون ترکیب می‌کند.» انجی هان از هالیوود ریپورتر آن را «حماسه‌ای پرمغز، گسترده، گاه ناهماهنگ اما در نهایت هیجان‌انگیز دربارهٔ انسانیت، غرور و البته لذت اولیه تماشای نابودی انسان‌ها توسط هیولاهای فضایی» توصیف کرد و به طراحی تولید و «هیولاهای جدید با روش‌های خوشایند و وحشتناک کشتن» اشاره داشت.
در یکی از معدود نقدهای منفی، دومینیک بائز از سیاتل تایمز ریتم سریال و داستان ناهموار آن را نقد کرد و نوشت: «این سریال پیش‌درآمد… زمان زیادی را صرف آماده‌سازی داستانی می‌کند که تا پایان فصل هشت‌قسمتی به سختی به جریان می‌افتد. بررسی هویت در آن… کمتر از آنچه می‌خواهد بصیرت‌بخش است و زیر وزن پرسش‌های بی‌پاسخ خود فرو می‌ریزد. و اغلب به نظر می‌رسد دو خط داستانی جداگانه به هم دوخته شده‌اند، هیولای فرانکنشتاینی از اگزیستانسیالیسم و بیگانگانی که انسان‌ها را تکه‌تکه می‌کنند.»

## یادداشت
1. ↑  Cyborgs
2. ↑  Synths
3. ↑  Hybrids
4. ↑  Maginot
5. ↑  Prodigy Corporation
6. ↑  USCSS Maginot